# Hemiasterellidae
Hemiasterellidae is een familie van sponsdieren uit de klasse van de Demospongiae (gewone sponzen). 

## Geslachten
- Adreus Gray, 1867
- Axos Gray, 1867
- Hemiasterella Carter, 1879
- Leptosastra Topsent, 1904